# Tipula (Eumicrotipula) anthonympha
Tipula (Eumicrotipula) anthonympha is een tweevleugelige uit de familie langpootmuggen (Tipulidae). De soort komt voor in het Neotropisch gebied.